# Valennes
Valennes – miejscowość i gmina we Francji, w regionie Kraj Loary, w departamencie Sarthe.
Według danych na rok 1990 gminę zamieszkiwało 350 osób, a gęstość zaludnienia wynosiła 13 osób/km² (wśród 1504 gmin Kraju Loary Valennes plasuje się na 950. miejscu pod względem liczby ludności, natomiast pod względem powierzchni na miejscu 352.).